# 保護台灣大聯盟
保護台灣大聯盟，簡稱護台聯盟，是中華民國曾經存在的政黨，2004年8月1日成立，中央黨部設於臺灣臺中市，黨主席為楊緒東。成立宗旨是以維護臺灣的民主、自由、人權與主權的完整，包容與尊重各族群的文化傳承及推薦候選人參加選舉為宗旨的民主政黨。政治主張為臺灣獨立、一邊一國。

## 歷史
2006年12月9日，代表保護台灣大聯盟參選高雄市市長的美屬台灣群島方案推廣者林志昇以最低得票數1746票落選；林志昇隨即以美國台灣平民政府名義自行宣布當選，包含一同獲得保護台灣大聯盟提名在高雄市議員選舉中低票落選的五位候選人也以美國台灣平民政府名義自行宣布當選。
2018年4月28日，保護台灣大聯盟舉行幹部會議，討論喜樂島聯盟第一次全國大會的籌備事項。
2018年12月18日，中華民國內政部公告，保護台灣大聯盟自2018年12月1日解散。2019年7月14日，前保護台灣大聯盟黨主席楊緒東逝世，享年69歲。

## 外部連結
- 保護台灣大聯盟 （页面存档备份，存于）